# تاكويا كيريموتو
تاكويا كيريموتو (桐本拓哉 كيريموتو تاكويا, الكتابة الحقيقية لإسمه: 桐本琢也) هو ممثل ياباني ولد في 27 يوليو 1967 في محافظة غيفو.

## أدواره في الأنمي

### مسلسلات أنمي تلفزيونية
- ناروتو - يوروي أكادو (الصوت الأول)
- ديث نوت - آيبر
- غوسيك - ياسوهيرو كوجو
- داركر ذان بلاك: المقاول الأسود - أماغيري
- مغامرة جوجو الغريبة: ستارداست كروسيدرز - جاي غايل
- بليتش - إيكيتشيرو سايدو
- آيشيلد 21 - أغون كونغو
- بلد+ - سبنسر
- بليد - جالال
- المقيم الأبدي - ماكيوري
- سورد آرت اونلاين - سيغورد
- ترن أ جاندام - ياني أوفيس
- المتحري الروحي ياكومو - أستاذ تاكاوكا
- وورلد تريغر - ماساموني كيدو
- كيوس;تشايلد - تاكيشي شينجو
- كادو و الجواب الصحيح - تاكومي غونّو

### أنمي الإنترنت
- ديفل مان: الطفل الباكي - ريجيرو فودو

### أفلام أنمي
- سمر وورز - رييتشي جينّوتشي
- سينت سيا: ليجند أوف سانكتشواري - بايسيس أفرودايت

## أدواره في ألعاب الفيديو
- جوجوز بيزار أدفنتشر: أول ستار باتل - وايتسنيك, سي-مون
- جوجوز بيزار أدفنتشر: آيز أوف هيفن - جاي غايل

## أدواره في الدبلجة اليابانية
- ديكستر - ديكستر مورغان
- ستة أقدام تحت الأرض - نيت فيشر
- ترون: الإرث - كاستور
- المنزل المتوحش - بونز
- كونغ فو باندا - مانتيس
- كونغ فو باندا 2 - مانتيس

## وصلات خارجية
- تاكويا كيريموتو على موقع IMDb (الإنجليزية)
- تاكويا كيريموتو على موقع ألو سيني (الفرنسية)
- تاكويا كيريموتو على موقع قاعدة بيانات الفيلم (الإنجليزية)
- تاكويا كيريموتو على موقع كينوبويسك (الروسية)
- تاكويا كيريموتو على موقع ANN person (الإنجليزية)